# پارک ملی پریپیشمینسکیه بور
پارک ملی پریپیشمینسکیه بور (روسی: Припышминские Боры) یک پارک ملی در استان سوردلوفسک کشور روسیه است.